# Loma de Ucieza
Loma de Ucieza è un comune spagnolo di 308 abitanti situato nella comunità autonoma di Castiglia e León.